# Lettera dominicale
La lettera dominicale è una lettera che indica in quale giorno cade la prima domenica dell'anno e perciò caratterizza la disposizione dei giorni della settimana nel corso dell'anno. Viene utilizzata per identificare la cadenza delle celebrazioni settimanali nel calendario ecclesiastico e anche, assieme all'epatta, nel calcolo della data mobile della Pasqua.

## Il ciclo delle lettere dominicali
I giorni dell'anno vengono caratterizzati con una delle prime sette lettere dell'alfabeto. Il primo giorno (1 gennaio) di ogni anno è sempre "A", il secondo è "B", ecc. fino al settimo identificato con la lettera "G", per poi ripetersi indefinitamente nel corso dell'anno fino all'ultimo giorno (31 dicembre).
Questo ciclo è stato creato ad imitazione delle lettere nundinali romane, che però adottavano una scansione di otto giorni.
Dato che una sequenza completa di 52 settimane si compie in 364 giorni, l'ultimo giorno (31 dicembre) di un anno ordinario (di 365 giorni, ossia non bisestile) è caratterizzato con la lettera "A" mentre quello di un anno bisestile (366 giorni) con la lettera "B". Ogni giorno della settimana (in particolare la domenica) è caratterizzato dalla stessa lettera per tutto l'anno, se l'anno è ordinario; ogni anno, però, questa lettera cambia.

## La lettera identificativa dell'anno
Per indicare la distribuzione dei giorni della settimana nel corso dell'anno viene utilizza la lettera corrispondente alle domeniche, detta appunto "lettera dominicale dell'anno".
Ad esempio un anno ordinario (non bisestile) viene indicato con la lettera A se le domeniche cadono tutte nella posizione A del ciclo settimanale (1 gennaio, 8 gennaio, 15 gennaio ...). Il 2021 (anno non bisestile) ha come lettera identificativa C, dal momento che il 1º gennaio è stato venerdì e la prima domenica è stata il 3 gennaio (terzo giorno dell'anno, identificato appunto dalla lettera C).
Ovviamente è necessario fare una distinzione fra anni ordinari (non-bisestili) e anni bisestili, dal momento che l'interposizione (negli anni bisestili) del giorno intercalare (29 febbraio.) altera non tanto la scansione settimanale (che rimane immutata, con una domenica ogni sette giorni), ma le corrispondenze giorno della settimana-giorno del mese a partire dal mese di marzo. Pertanto gli anni bisestili vengono contraddistinti con una denominazione composta da due lettere domenicali. In particolare vale la pena notare che in un anno bisestile nell'intervallo di tempo fra il 1º febbraio ed il 1º marzo intercorrono 29 giorni (in pratica quattro settimane + un giorno) facendo sì che tutti i giorni a partire dal 1º marzo si trovino sfalsati di una posizione rispetto a quella che avrebbero avuta in un anno ordinario. Dal momento che il giorno intercalare rappresenta, nel contesto del calendario ordinario su cui è riferito il ciclo delle lettere domenicali, una aggiunta spuria (nel calendario romano il giorno bisestile assumeva la lettera novediale del giorno che lo precedeva), la sua intercalazione comporta che le domeniche successive cadano un giorno prima di quel che avverrebbe negli anni ordinari. In pratica, la lettera domenicale della porzione d’anno successiva all'intercalazione (da marzo a dicembre) è quella immediatamente precedente alla lettera valevole a gennaio e febbraio. 
Questo spiega perché gli anni bisestili sono caratterizzati da una coppia di lettere: AG, BA, CB, DC, ED, FE, GF (in cui la seconda occupa sempre il posto precedente della prima nel ciclo settimanale).
Il 2020 (anno bisestile) ha come lettera identificativa ED, dal momento che il 1º gennaio è stato mercoledì e la prima domenica è stata il 5 gennaio (quinto giorno dell'anno, identificato appunto dalla lettera E), mentre da marzo in poi la lettera D.
Pertanto sono possibili le seguenti 14 lettere identificative dell'anno:
- A: anno ordinario in cui il 1º gennaio è Domenica
- B: anno ordinario in cui il 1º gennaio è Sabato
- C: anno ordinario in cui il 1º gennaio è Venerdì
- D: anno ordinario in cui il 1º gennaio è Giovedì
- E: anno ordinario in cui il 1º gennaio è Mercoledì
- F: anno ordinario in cui il 1º gennaio è Martedì
- G: anno ordinario in cui il 1º gennaio è Lunedì

- AG: anno bisestile in cui il 1º gennaio è Domenica
- BA: anno bisestile in cui il 1º gennaio è Sabato
- CB: anno bisestile in cui il 1º gennaio è Venerdì
- DC: anno bisestile in cui il 1º gennaio è Giovedì
- ED: anno bisestile in cui il 1º gennaio è Mercoledì
- FE: anno bisestile in cui il 1º gennaio è Martedì
- GF: anno bisestile in cui il 1º gennaio è Lunedì

## Il ciclo delle lettere dominicali
Nel calendario giuliano le lettere dominicali si ripetono secondo un ciclo solare di 28 anni, in cui ogni tipo di anno non bisestile si presenta tre volte (una subito dopo un bisestile, una intermedia e la terza subito prima di un bisestile) e ogni tipo di anno bisestile si presenta una sola volta.
Lo schema di ripetizione è il seguente:
A, G, F, ED, C, B, A, GF, E, D, C, BA, G, F, E, DC, B, A, G, FE, D, C, B, AG, F, E, D, CB.
Nel calendario gregoriano le lettere domenicali si ripetono secondo un ciclo di 400 anni (quattro secoli).
| 1901–1928 | 1929–1956 | 1957–1984 | 1985–2012 | 2013–2040 | 2041–2068 | 2069–2096 | 2097–2108 | Lettera dominicale |
| --------- | --------- | --------- | --------- | --------- | --------- | --------- | --------- | ------------------ |
| 1901      | 1929      | 1957      | 1985      | 2013      | 2041      | 2069      | 2097      | F                  |
| 1902      | 1930      | 1958      | 1986      | 2014      | 2042      | 2070      | 2098      | E                  |
| 1903      | 1931      | 1959      | 1987      | 2015      | 2043      | 2071      | 2099      | D                  |
| 1904      | 1932      | 1960      | 1988      | 2016      | 2044      | 2072      |           | CB                 |
| 1905      | 1933      | 1961      | 1989      | 2017      | 2045      | 2073      |           | A                  |
| 1906      | 1934      | 1962      | 1990      | 2018      | 2046      | 2074      |           | G                  |
| 1907      | 1935      | 1963      | 1991      | 2019      | 2047      | 2075      |           | F                  |
| 1908      | 1936      | 1964      | 1992      | 2020      | 2048      | 2076      |           | ED                 |
| 1909      | 1937      | 1965      | 1993      | 2021      | 2049      | 2077      | 2100      | C                  |
| 1910      | 1938      | 1966      | 1994      | 2022      | 2050      | 2078      |           | B                  |
| 1911      | 1939      | 1967      | 1995      | 2023      | 2051      | 2079      |           | A                  |
| 1912      | 1940      | 1968      | 1996      | 2024      | 2052      | 2080      |           | GF                 |
| 1913      | 1941      | 1969      | 1997      | 2025      | 2053      | 2081      |           | E                  |
| 1914      | 1942      | 1970      | 1998      | 2026      | 2054      | 2082      |           | D                  |
| 1915      | 1943      | 1971      | 1999      | 2027      | 2055      | 2083      |           | C                  |
| 1916      | 1944      | 1972      | 2000      | 2028      | 2056      | 2084      |           | BA                 |
| 1917      | 1945      | 1973      | 2001      | 2029      | 2057      | 2085      |           | G                  |
| 1918      | 1946      | 1974      | 2002      | 2030      | 2058      | 2086      |           | F                  |
| 1919      | 1947      | 1975      | 2003      | 2031      | 2059      | 2087      |           | E                  |
| 1920      | 1948      | 1976      | 2004      | 2032      | 2060      | 2088      |           | DC                 |
| 1921      | 1949      | 1977      | 2005      | 2033      | 2061      | 2089      | 2101      | B                  |
| 1922      | 1950      | 1978      | 2006      | 2034      | 2062      | 2090      | 2102      | A                  |
| 1923      | 1951      | 1979      | 2007      | 2035      | 2063      | 2091      | 2103      | G                  |
| 1924      | 1952      | 1980      | 2008      | 2036      | 2064      | 2092      | 2104      | FE                 |
| 1925      | 1953      | 1981      | 2009      | 2037      | 2065      | 2093      | 2105      | D                  |
| 1926      | 1954      | 1982      | 2010      | 2038      | 2066      | 2094      | 2106      | C                  |
| 1927      | 1955      | 1983      | 2011      | 2039      | 2067      | 2095      | 2107      | B                  |
| 1928      | 1956      | 1984      | 2012      | 2040      | 2068      | 2096      | 2108      | AG                 |